# Auloplacidae
Auloplacidae is een familie van sponsdieren uit de klasse van de Hexactinellida. 

## Geslachten
- Auloplax Schulze, 1904
- Dictyoplax Reiswig & Dohrmann, 2014